# Valerij Plotnikov
Valerij Viktorovič Plotnikov (in russo Валерий Плотников?, angl. Valeriy Viktorovich Plotnikov; Kašira, 12 giugno 1962) è un ex calciatore russo, fino al 1991 sovietico, di ruolo centrocampista.

## Carriera
Durante la sua carriera veste le maglie di Iskra Smolensk, CSKA Mosca, Dinamo Kashira, Sokol Saratov, Torpedo Mosca, Rotor Volgograd, Dnepr, Lokomotiv Mosca e Ludwigsburg.
In carriera ha totalizzato complessivamente 5 presenze e 1 rete nelle competizioni europee. Conta 52 presenze e 3 reti nella massima divisione sovietica.

## Palmarès

### Club

#### Competizioni nazionali
- Coppa dell'Unione Sovietica: 1

Torpedo Mosca: 1985-1986
- Vtoraja Liga: 1

Sokol Saratov: 1986 (Zona 3)